# خدرنق لحوي
خدرنق لحوي (الاسم العلمي: Cheiracanthium barbarum) هو نوع من العنكبوتيات يتبع جنس الخدرنق من الفصيلة العناكب الكيسية.